# 国際メディア・コーポレーション
株式会社国際メディア・コーポレーション（こくさいメディア・コーポレーション）は映像ソフトの売買を業務としていた会社である。略称はMICO（Media International Corporation、マイコ）。
2010年4月1日、スポーツ事業をNHKグローバルメディアサービスに吸収分割し、NHKエンタープライズと合併した。

## 概要
日本放送協会(NHK)会長だった島桂次によるNHK商業化路線の一環として設立が計画され、商社や電機メーカーなど大手企業の共同出資で1990年に設立された。よって、NHKとのつながりが深く、MICOの売上高に占めるNHKとの取引額は約7割にもなっている。NHKは株主ではないものの役員にはNHK出身者が多い。
設立の際、民放各社にも協力をよびかけたが、協力を得られなかったのは民放各社がNHKの肥大化を警戒していたからだといわれている。